# Dama de Cabdet
La Dama de Cabdet és un bust femení tallat en pedra pertanyent a l'art iber, datada al voltant del segle iv aC.

## Història de la trobada
Alberto Benito Sánchez va trobar la dama en un estat molt deteriorat i en dos trossos, d'una part el cap i d'una altra el cos. El cap es va trobar a la rodalia de la Casica del Tio Alberto al voltant del març de 1945, mentre que el segon va aparèixer a 500 metres aigües avall a principis de 1972, prop del pont del cementiri de Cabdet. Fou el sacerdot de La Encina, Jerónimo Hernández Santiago qui va propiciar les gestions perquè el cap passés a formar part del Museu Arqueològic de Villena: facilità a José María Soler, fundador del museu, explorar la zona on es va trobar la talla. En el cas del bust, va ser l'arqueòleg mateix qui instà l'Ajuntament a adquirir la peça, que estava en poder d'Alfaro Pla Martínez, el descobridor. Després de la troballa, va ser restaurada per Vicent Bernabeu, tècnic del Museu Arqueològic Provincial d'Alacant. En aquesta mateixa població d'Albacete es va trobar també la cérvola de Cabdet.

## Característiques
L'escultura va ser modelada a partir d'un bloc de gres blanc i gris verdós. El cap fa 24 cm d'alçada i pesa 8 quilos, mentre que el bust sencer fa 68 centímetres. No s'han observat restes de policromia en tot el bust. Representa una dama de faccions nobles, que es deixen entreveure tot i les mutilacions.
Va tocada amb una peineta curta coberta per una ajustada mantellina que arriba fins al front i descendeix pels costats del cap, deixant al descobert els rínxols dels cabells. La mantellina se cenyeix al cap per una diadema de 61 mm d'amplada. Les mutilacions afecten especialment la meitat esquerra de la cara, amb ablació de nas i llavis. El costat dret es troba millor conservat, encara que no manca d'erosions i descrostonats. Atès que la part posterior del mantell està llaurada molt més toscament, sembla que la imatge es va realitzar per ser contemplada de front, i no es pot descartar que estigués encastada. Per la part posterior, a l'altura del coll, hi ha un ressalt que ha estat buidat verticalment per deixar un forat de 10 centímetres de longitud, sis d'amplada i cinc de profunditat, que podria tractar-se d'una variant dels buits funeraris d'algunes escultures coetànies, com la Dama d'Elx o la Dama de Baza. En conjunt, és obra d'un autor avesat i de gran sensibilitat estètica.
La dama actualment es conserva al Museu Arqueològic de Villena (Alt Vinalopó) i va acompanyar la Dama d'Elx durant la seua estada a Elx en ocasió de l'obertura del nou Museu Arqueològic i d'Història de la ciutat.